# Антон Долин (артист балета)
Сэр Анто́н До́лин (англ. Anton Dolin — сценическое имя Сидни Фрэнсиса Патрика Чиппендалла Хили-Кэя (англ. Sydney Francis Patrick Chippendall Healey-Kay); 27 июля 1904, Слинфолд, Западный Сассекс — 25 ноября 1983, Париж) — английский артист балета и хореограф.

## Биография
Учился у Серафимы Александровны Астафьевой и Брониславы Нижинской. С 1921 — в труппе Русский балет Дягилева (Дягилев и дал ему псевдоним), танцевал в постановках Нижинской, Баланчина, Нинетт де Валуа, Михаила Фокина. Первый исполнитель ведущих партий в балетах «Голубой экспресс» Дариюса Мийо (1924, балетмейстер Бронислава Нижинская), Зефир («Зефир и Флора» Леонида Мясина, 1925), в постановках Джорджа Баланчина 1929 года: Слуга Отца в «Блудном сыне» Сергея Прокофьева и «Бал» Витторио Риети.
В 1925 году открыл студию в Лондоне, намереваясь позднее организовать и труппу. В 1929 году, после смерти Дягилева, вместе с Алисией Марковой присоединился к компании Мари Рамбер «Балетный клуб». Затем перешёл в балетную труппу «Вик-Уэллс», которой руководила Нинет де Валуа. Вместе с Марковой организовал собственную труппу «Маркова-Долин», которая функционировала в 1935—1938 и 1945—1949 годах.
С началом Второй мировой войны уехал в Нью-Йорк, где работал в Балетном театре (1940—1946), после окончания войны вернулся в Лондон. В 1950 году вместе с Марковой организовал труппу Лондонского фестивального балета (после 1989 — Английский национальный балет), в которой работал до 1961 года. После смерти Антона Долина танцовщики Желко Юреша и его супруга Белинда Райт унаследовали права на хореографию «Жизель», «Па де Катр» и знаменитый оригинальный балет «Вариации для четырех». Желко Юреша и Белинда Райт танцевали, а позже осуществляли постановки этих балетов с танцевальными труппами по всему миру, разрабатывая оригинальные костюмы и декорации для этих представлений.
В 2017 году правообладатель Желко Юреша и Филип Рональд Кей (племянник и наследник Антона Долина) с целью защиты творческого наследия балетмейстера основали в Берлине Фонд Антона Долина (Sir Anton Dolin Foundation). С тех пор фонду принадлежат все права на произведения Долина.

## Книги
Автор автобиографических книг Ballet Go Round (1938) и Last words: a final autobiography (опубл. 1985), монографий Alicia Markova: her life and art (1953), Sleeping Ballerina: The Story of Olga Spessivtzeva (1966) и др.

## Признание
Получил рыцарское звание и титул «сэр» (1981).